# Wicket
In der Sportart Cricket hat das Wort Wicket mehrere Bedeutungen:

## Bedeutungen des Begriffs Wicket

### Das aus den Stumps bestehende Wicket

Ein Wicket besteht aus drei Stumps, senkrecht in den Boden gesteckten Holzstäben, die auf ihrer Spitze durch insgesamt zwei ebenfalls hölzerne Querstäbe, sogenannte Bails, verknüpft sind.

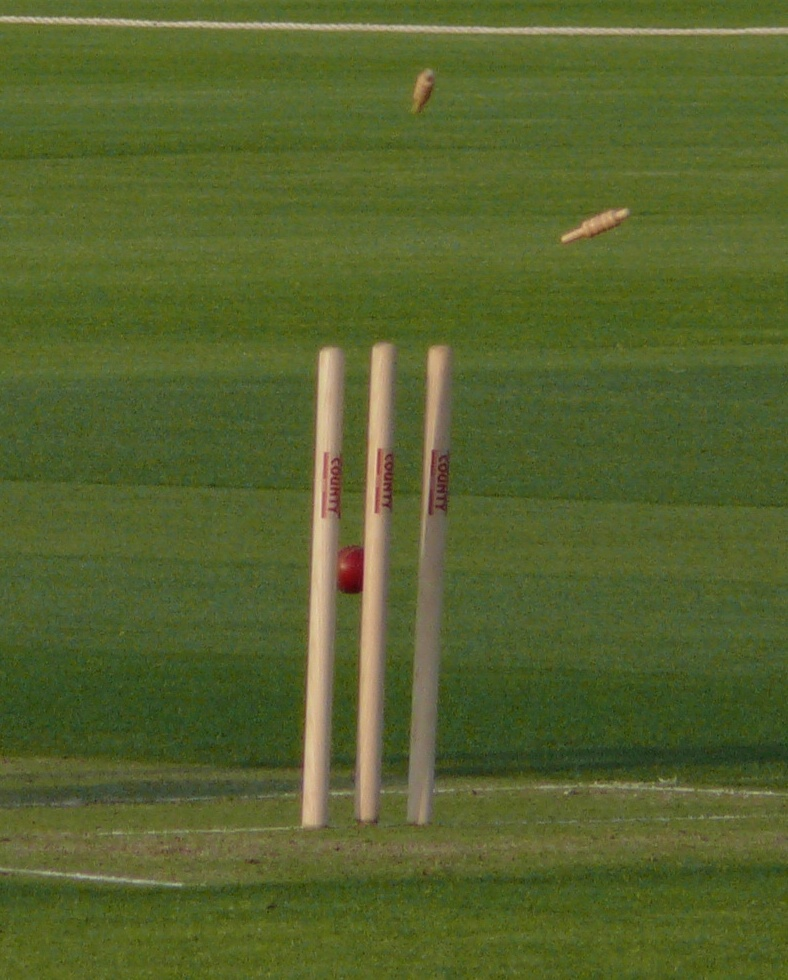
Die Stumps des Wickets werden von einem Ball getroffen.

Zunächst einmal wird als Wicket die aus drei Stäben (Stumps) und zwei Querstäben (Bails) bestehende Holzkonstruktion bezeichnet. An jedem Ende der Pitch befindet sich ein solches Wicket. Der Schlagmann (Batter) verteidigt es mit seinem Schläger vor dem vom Werfer (Bowler) geworfenen Ball.
Den Holzstab, der von dem Schläger beschützt wird, nennt man off stump. Der mittlere Holzstab wird middle stump genannt. Der Holzstab, der nur vom Bein verdeckt wird, wird als leg stump bezeichnet. Je nachdem, ob der Schlagmann Rechts- oder Linkshänder ist, wechseln die Bezeichnungen für die Holzstäbe für off stump und leg stump.
Der aus einem Stück gearbeitete Stump besitzt eine ca. 8 cm lange Spitze, die ohne weitere Befestigungen in den Boden (Rasenplatz) gesteckt wird. Höherwertige Stumps werden aus englischer Esche hergestellt.
Nach Regel 8 der Laws of Cricket muss das Wicket folgende Dimensionen aufweisen: Jeder Stump hat über dem Boden eine Höhe von 71 cm (28 Zoll). Die drei Stumps stehen in gleichmäßigem Abstand auf der sogenannten Bowling Crease (Linie), so dass das Wicket insgesamt ca. 23 cm (9 Zoll) breit ist. Die beiden Bails (Querstäbe), die in kleinen Vertiefungen locker auf den Stumps liegen, dürfen diese nicht mehr als 1,3 cm (1/2 Zoll) überragen und sind jeweils ca. 11 cm lang. Darüber hinaus gibt es noch weitere Vorschriften für die Abmessungen der Stumps und der Bails. Im Junioren-Cricket gelten wieder andere Bestimmungen.
Im modernen Cricket werden die drei Holzstäbe oftmals mit Sponsorenlogos beklebt.
2013 erlaubt der International Cricket Council die Verwendung von LED-Stumps in internationalen Matches. Seitdem werden sie neben wichtigen internationalen Events auch im weltweiten Ligabetrieb verwendet. Das System wurde von dem ehemaligen australischen Cricketspieler Bronte Eckermann erfunden. Das System sieht vor, dass bei einer geringsten Berührung die LEDs in den Bails und den Stumps rot aufleuchten. Dies hat nicht nur einen Unterhaltungswert für die Zuschauer. Der TV-Umpire kann in der Zeitlupenwiederholung besser erkennen, wann der Ball die Stumps bzw. Bails berührt.

### Ausscheiden des Schlagmanns
Das Ausscheiden des Schlagmanns (Batter) wird ebenfalls als Wicket bezeichnet. In diesem Fall spricht man davon, dass der Schlagmann sein Wicket verloren hat. Umgekehrt kann dies dem Werfer (Bowler) gutgeschrieben werden, er hat dann ein Wicket erzielt (taken a wicket im Englischen).

### Partnership
Die Zeitspanne, während der zwei Schlagleute gemeinsam im Spiel sind, und insbesondere die seit dem letzten Ausscheiden hinzugewonnenen Runs der (Schlag-)Mannschaft, wird bzw. werden Partnership genannt.
Um diese Partnerships voneinander zu unterscheiden, werden diese der Reihe nach als first wicket partnership, second wicket partnership usw. bezeichnet.
Eine neue Partnership beginnt also immer, sobald ein Batter ausgeschieden ist und ein neuer Schlagmann zum Einsatz kommt.
Das Ende der tenth wicket oder auch last wicket Partnership ist auch gleichzeitig das Ende des Innings.

### Beendigung und Unterbrechung des Spiels
Bei einem Test-Match beendet der Umpire (Schiedsrichter) den Spieltag, indem er die Bails von den Wickets entfernt. Auch bei Spielunterbrechungen wie Regen entfernt der Umpire die Bails und es ist stumps.

### Die Pitch
Das Wort Wicket wird oft auch für die Cricket Pitch selbst verwendet. Dies ist nach den Cricketregeln (Laws of Cricket) zwar nicht korrekt, diese verwenden nur den Begriff Pitch, aber jeder Cricketfan versteht ihn.

## Verbreitete Irrtümer
Wicket bedeutet im Englischen "kleines Tor". Das Wicket hatte ursprünglich die Gestalt eines Tores (gate) mit zwei Pfosten – der dritte stump wurde erst später (1775) hinzugefügt, es handelt sich jedoch nicht um ein Tor im Sinn eines Fuß- oder Handballtores. Heute ähnelt es auch nur mehr sehr entfernt einem Fußballtor (kein Netz, drei senkrechte Stäbe).
Zwei Wickets stehen nicht deshalb auf dem Feld, weil es zwei Mannschaften gibt, sondern weil von einer Mannschaft, der Schlagmannschaft, immer zwei Batsmen gleichzeitig im Spiel sind. Manchmal wird in Analogie zum Ballsport in Kontinentaleuropa bei den stumps und bails von Pfosten und Latten gesprochen, und nicht von Stäben und Querstäben.
Auch „Torwächter“ oder „Torhüter“ ist eine irreführende Übersetzung für Wicket-Keeper. Da der Wicket-Keeper das Wicket nicht schützt, sondern im Gegenteil versucht, es mit dem Ball zu zerstören. Es ist hingegen Aufgabe des Batters, das Wicket vor Zerstörung zu schützen, indem er den sich nähernden Ball wegschlägt. Der Begriff bleibt unter deutschsprachigen Cricketspielern unübersetzt.

## Trivia
Zum geflügelten Wort wurde ein Satz aus einem Werk (The Birthday Party) von Harold Pinter: „Who watered the wicket at Melbourne?“. Auch hier ist mit Wicket tatsächlich die Cricket Pitch gemeint und mit der angesprochenen Handlung ein unfaires Verhalten eines angeblich unbekannt bleibenden Beteiligten, bei dem während eines Test Matches die Spieleigenschaften des Platzes über Nacht durch Bewässerung verändert wurden.